# Alta pressione (programma televisivo)
Alta pressione è stato un programma televisivo in onda sul secondo canale nel 1962, con la conduzione di Walter Chiari e di Renata Mauro. 

## Il programma
Alta pressione, in onda con la regia di Enzo Trapani, fu uno tra i primi programmi ad andare in onda sul secondo canale Rai. Il programma di musica era condotto dalla cantante e conduttrice Renata Mauro e dal comico Walter Chiari (il quale fu presente in tutte e 5 le puntate nonostante fosse stata annunciata la sua partecipazione solo nella prima). 
Nella trasmissione ci furono numerosi ospiti, come Gianni Morandi, Rita Pavone, Mina, Adriano Celentano, Domenico Modugno ed altri.
Le 5 puntate integrali della trasmissione sono disponibili sul servizio streaming della Rai: RaiPlay

## Puntate
| N° | Data       | Ospiti                                                                             |
| -- | ---------- | ---------------------------------------------------------------------------------- |
| 1  | 16/09/1962 | Gianni Morandi, Peppino Di Capri                                                   |
| 2  | 23/09/1962 | Sergio Endrigo, Edoardo Vianello, Rita Pavone, Gianni Morandi                      |
| 3  | 30/09/1962 | Mina                                                                               |
| 4  | 07/10/1962 | Giorgio Albertazzi, Domenico Modugno                                               |
| 5  | 14/10/1962 | Franco Pisano, Adriano Celentano, Edoardo Vianello, Gianni Morandi, Tony Cucchiara |